# Dorfkirche Müsselmow

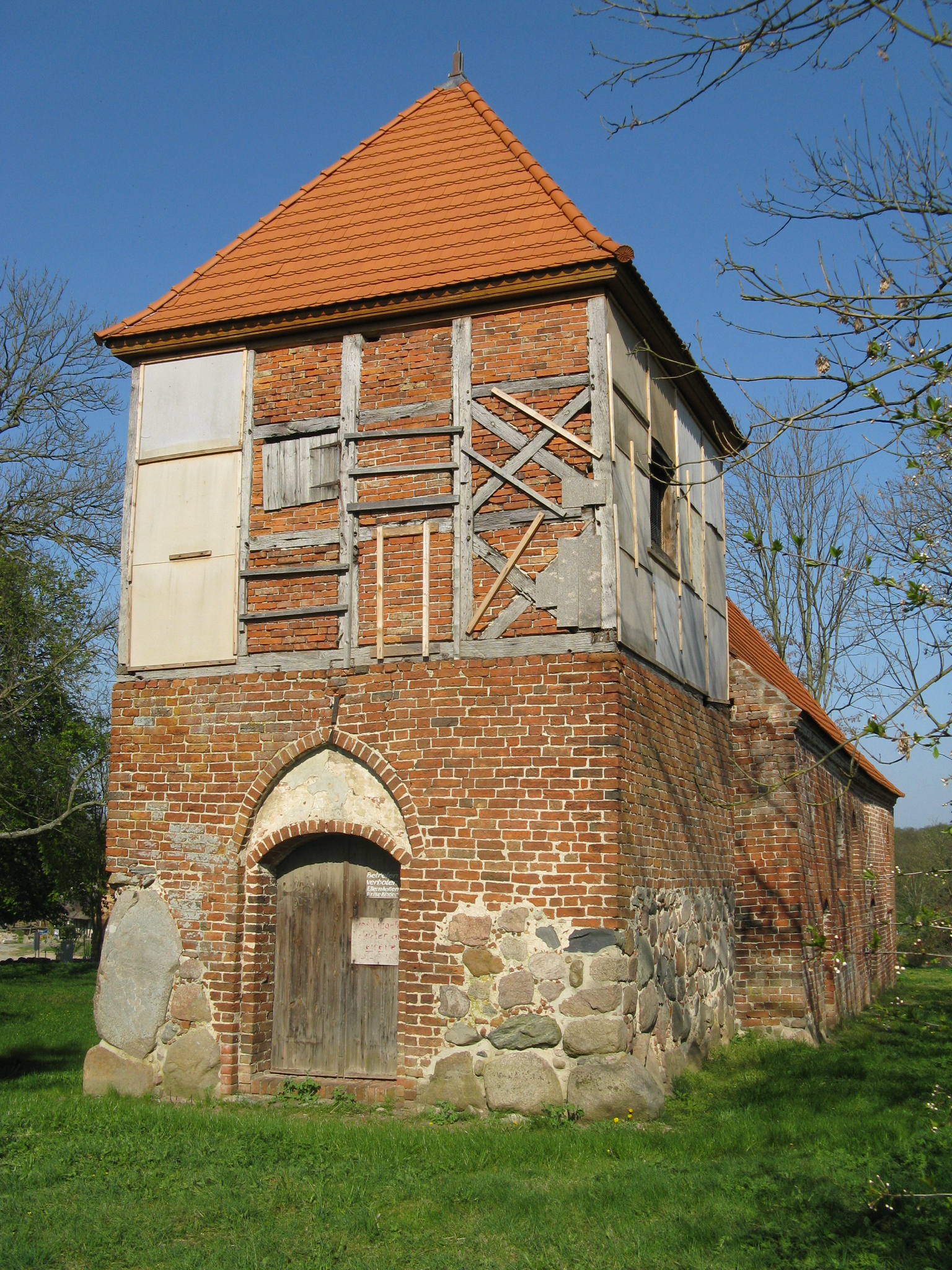
Dorfkirche in Müsselmow (2009)

Die Dorfkirche Müsselmow ist eine kleine Backsteinkirche im Ortsteil Müsselmow der Gemeinde Kuhlen-Wendorf im Landkreis Ludwigslust-Parchim in Mecklenburg-Vorpommern. Seit 1957 ungenutzt und über Jahrzehnte dem Verfall preisgegeben, wird das Baudenkmal im Rahmen eines Projektes von Schülern, Lehrern und Studenten seit 1996 schrittweise saniert und wieder genutzt.

## Geschichte
Wo einst das Gutshaus stand, sollen schon im 7. Jahrhundert Slawen einen Burgwall angelegt haben. Der Platz gehört mit zu den nachweislich ältesten slawischen Siedlungsstellen in Mecklenburg. Auf der slawischen Burganlage erbauten die von Plessen ihre Burg. Diese dürfte gegen Ende des 14. Jahrhunderts durch den mecklenburgischen Herzog auf seinem Kriegszug gegen die überhandnehmenden Raubritter zerstört worden sein. Danach könnte das erste schlossähnliche Herrenhaus gebaut worden sein.
Müsselmow wurde am 16. Januar 1333 urkundlich erstmals als das Hauss Mucelmow mit dem anliegenden dorffe erwähnt und ein Johannis von Plesse genannt. Der Legende nach soll die Kirche von Helmold von Plesse im 12. Jahrhundert gegründet und dotiert worden sein, der als Ministerialer und Militärführer Heinrichs des Löwen nach Mecklenburg gekommen war. Die Familien von Plessen blieben bis 1788 Besitzer des Gutshofes und Kirchdorfes Müsselmow im Amt Crivitz. Südwestlich von Müsselmow befand sich ein Plessenstein am Hügel, der auf Grund einer Sage auch Plessenfriedhof genannt wurde.
1502 erneuerte Helmut von Plessen die Kirche, 1508 wurde Albert Gherdes als Vikar genannt.
1652 gab Müsselmow sein Kirchenpatronat auf und wurde mit Holzendorf zusammengelegt. 1707 wieder getrennt, waren sie bis 1739 mit Kladow verbunden. Danach kam die Müsselmower Pfarre wieder zu Holzendorf.
1776 wurden die geistlichen Grundstücke in Müsselmow und Holzendorf visitiert. Von 1851 bis 1856 gab es zwischen dem Kirchenpatron und der Landeskirche Streit um die kirchlichen Bauten in Müsselmow. Erst 1886 ist wieder von einer Kirchenrenovierung zu hören. So stiftete der neue Eigentümer des Gutes, Adolf Ludwig Alexander, als Patron der Kirche u. a. eine neue Orgel.
Die kirchliche Nutzung endete 1957, und das Bauwerk war dem Verfall preisgegeben. In den 1960er-Jahren kam es zu Einbrüchen und Plünderungen, die nicht aufgeklärt wurden. Danach wurden die restlichen Teile der Ausstattung mit der Orgel und dem Altar ausgelagert. 1992 fiel ein Baum auf das Gebäude und beschädigte das Dach.
Besitzer (und Kirchenpatron)
Besitzer in Müsselmow waren:
- von 1333 bis 1790 die von Plessen
- 1789 Hofjägermeister Gideon Helmuth Ernst von Hopffgarten
- 1791 Amtmann Hans Heinrich Schmidt
- 1799 Graf von Oeynhausen
- 1801 Christian Friedrich Krüger
- 1805 Christian Busch
- 1810 Familie von Raven
- 1842 Rechtsanwalt Friedrich Ludwig Schulze
- 1865 Familie von Bülow
- 1884 Adolf Ludwig Alexander, Enkel des Hamburger Kaufmanns Adolph Alexander[7]
- 1911 Albert von Schlick zu Berlin, Inspektor Mau, resp. Inspektor Ruhsam[8]
- 1945 Enteignung

## Pastoren
Namen und Jahreszahlen bezeichnen die nachweisbare Ersterwähnung als Pastor.
- um 1574 Alexander Rekeling
- 1578–1581 Daniel Mester
- 1581–1588 Christoph Drescher
- 1589 Caspar Calovius, vom Patron Berend von Plessen entlassen, weil „er sich oft toll und voll gesoffen“ (Willgeroth)
- 1600–1614/19 Georgius Wilke, auch Hauslehrer
- 1620–1622 Johann Schliemann
- 1622–1628 Daniel Goede (Goeding), verließ die Pfarre nach Plünderungen, Raub und Brandschäden (am Neujahrsabend 1627 ging die Pfarre in Flammen auf)
- 1628–1639 Joachim Wolff, nach ihm 12 Jahre Vakanz (Kura durch Pastor Adam Lembke aus Holzendorf)
- 1651–1681 Peter Christopher, 1651–1661 auch Verwalter der Pfarre Kladow
- nach 1682 keine eigene Pfarre mehr, verwaltet von Holzendorf und zeitweise Kadow
- 1681–1707 (Pfarrverwalter) Diederich Schönfeld († 5. Juni 1707), war 45 Jahre Pastor in Holzendorf,
- 1707–1739 (Pfarrverwalter) Jeremias Balthasar Gerstenberger († Mai oder Juni 1740, 88 Jahre alt), Pastor in Kadow, legte aus Altersgründen das Amt nieder und weil er auf dem Weg nach Müsslemow mehrfach von Banditen ausgeplündert wurde.[10]

## Heutige Kirchengemeinde
Nach Abschluss der Sanierung (siehe unten) konnte am 3. Oktober 1999 wieder ein erster Gottesdienst in der Kirche stattfinden.
Gottesdienste finden in Müsselmow nur anlassbezogen statt. Den Kirchenschlüssel kann man in der Gaststätte gegenüber ausleihen.
Die Kirchen in Müsselmow, Holzendorf, Tempzin und Penzlin gehören heute zur Evangelisch-Lutherischen Kirchengemeinde Brüel in der Propstei Wismar im Kirchenkreis Mecklenburg der Evangelisch-Lutherischen Kirche in Norddeutschland.

## Baubeschreibung

### Äußeres

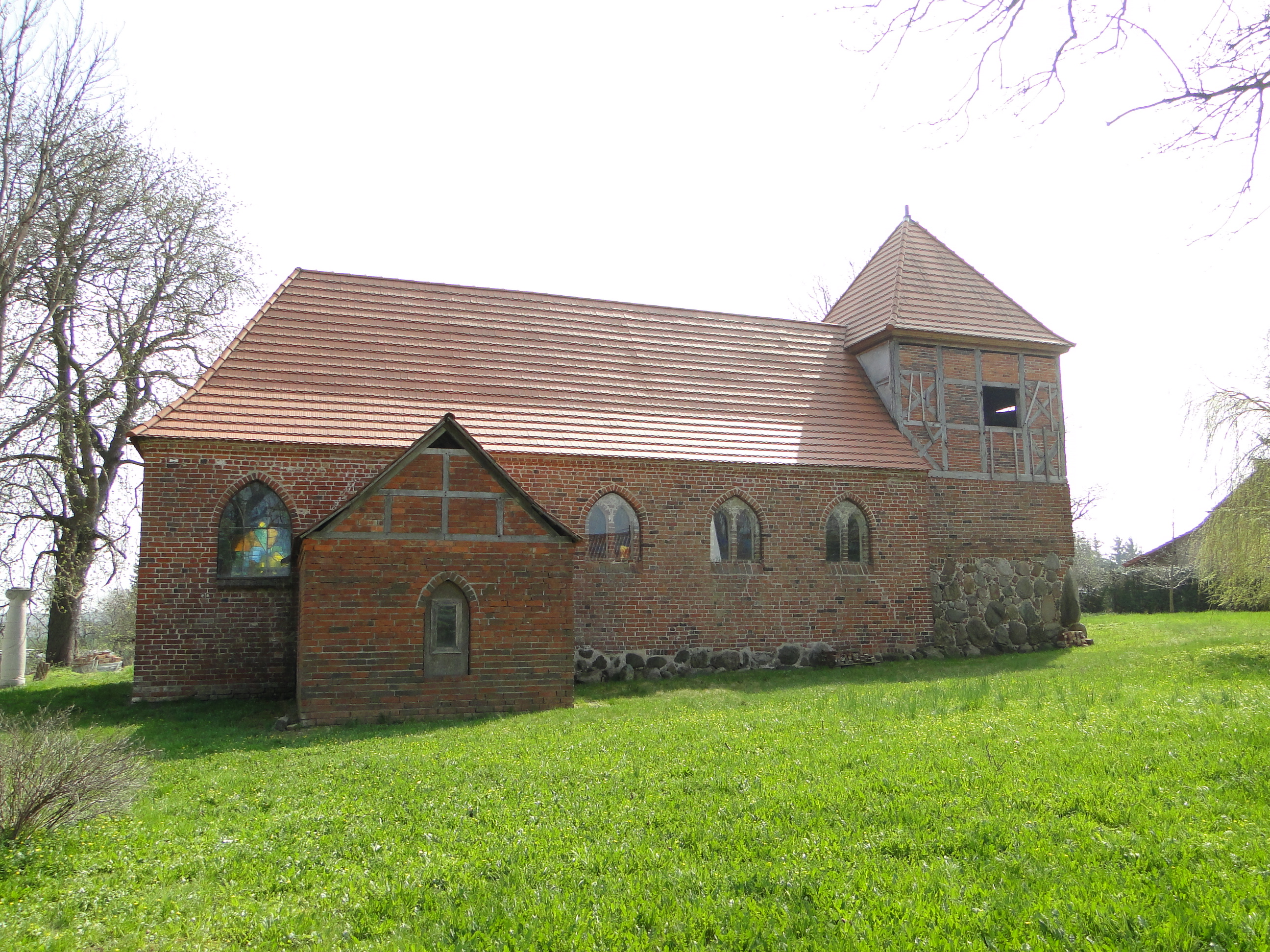
Nordansicht mit 2001 wiedererrichteter Sakristei (2013)

Die kleine rechteckige Backsteinkirche von 17,60 Metern länge und 7,40 Metern Breite mit gerade abschließendem Chor und flacher Holzdecke ist ein Saalbau des 15. Jahrhunderts. Das im Osten abgewalmte, mit Biberschwanzziegeln eingedeckte Dach bestand aus insgesamt 14 Gebinden und war als Kehlbalkendach mit einfacher Kehlbalkenlage konstruiert. Die in drei Gebinden angeordneten Hängesäulen trugen einen Überzug, an dem die Balkenlage aufgehängt war. Auf Grund der schweren Schäden an der gesamten Konstruktion musste eine vollständige Erneuerung der Dach- und Deckenkonstruktion vorgenommen werden.
Die Zwillingsfenster der Nord- und Südfassade wurden im Spitzbogenstil ohne Schmuckelemente ausgeführt. Die an der Nordseite befindliche Sakristei mit ihrem Kreuzrippengewölbe wurde 1982 wegen Baufälligkeit abgebrochen, aber 2001 wiedererrichtet. Der rechteckige Westturm wurde auf Feldsteinfundamenten im Untergeschoss mit Feld- und Ziegelsteinen, in der Mitte mit Backsteinen und im Obergeschoss in Fachwerk ausgeführt. Das pyramidenförmige Zeltdach des Turms ist mit Biberschwanzdachziegeln eingedeckt.
An der Nordwestecke des Turms ist ein fast zwei Meter hoher behauener Feldstein eingefügt worden. Der fast drei Meter hohe Eingang schließt mit einem Spitzbogen, die etwas zurückgesetzte Tür mit einem Rundbogensturz ab.

### Inneres

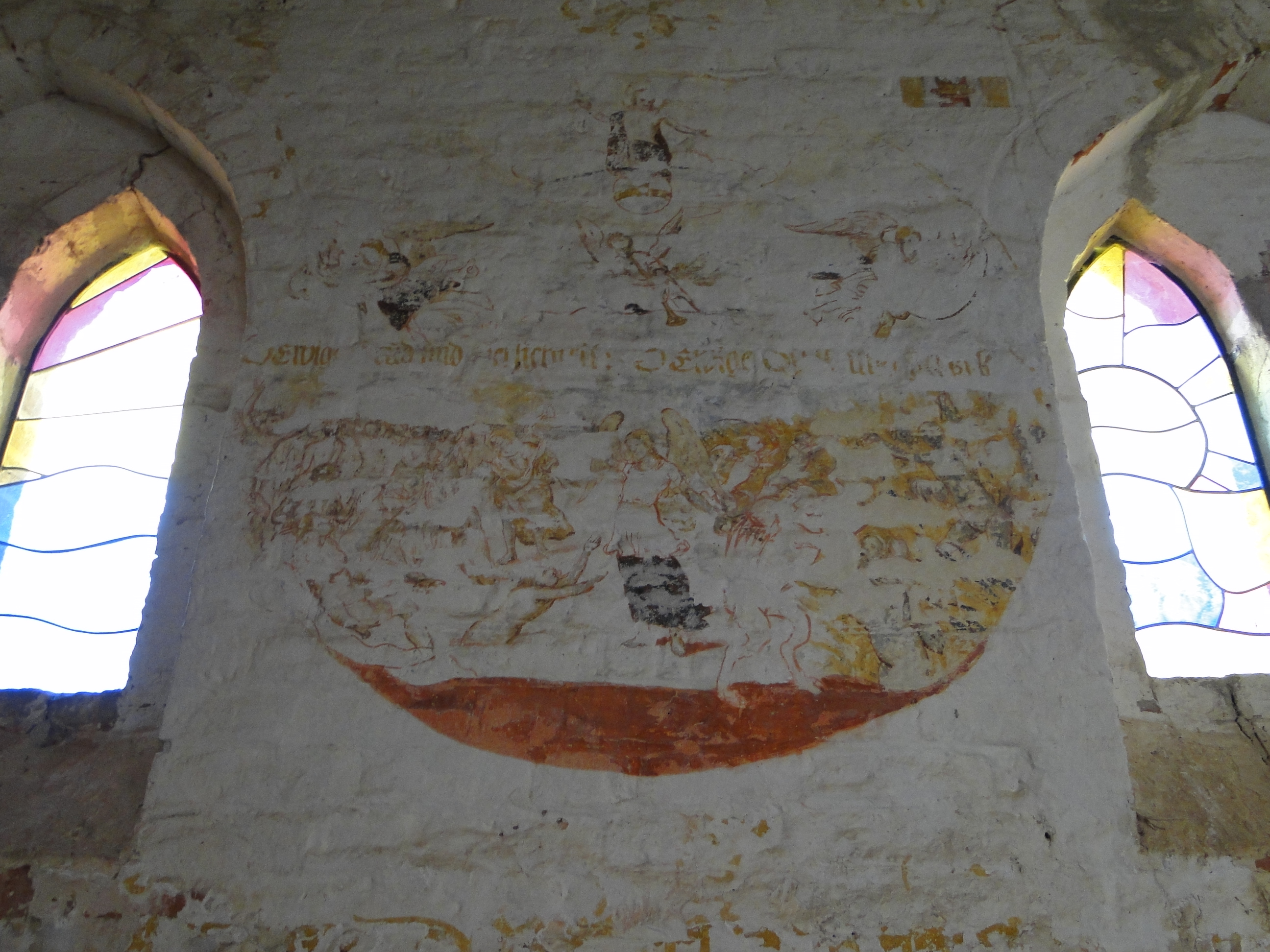
Freigelegte Wandmalereien (2013)

Das Innere der Müsselmower Kirche zeichnet sich durch Bescheidenheit aus. Die Wände mit den barocken Wandmalereien hatte man im 19. Jahrhundert mit vier weißen Kalkschichten überstrichen. Teile davon konnten von 2001 bis 2008 durch studierende Restauratoren der Fachhochschule Hildesheim freigelegt werden, darunter Das Jüngste Gericht.
Die Fenster- und Türlaibungen waren mit ziegelrotem Mauerwerk imitiert. Auf dem Türsturz der südlichen Eingangstür ist die Jahreszahl Anno 1601 eingeritzt.
Die sechs Fenster auf der Nordseite und die vier Fenster auf der Südseite hatten einen braunen Farbanstrich. In den beiden größeren Fenstern des Chors waren zwei Engel und das Geburts- und Sterbedatum der ältesten Tochter des Gutsherren Alexander abgebildet. Von 2004 bis 2005 hatte man alle Fenster wieder mit modernen Motiven verglast. Die Arbeiten erfolgten durch die Landesberufsschule für das Glaserhandwerk der Lübecker Handwerkskammer in Travemünde.

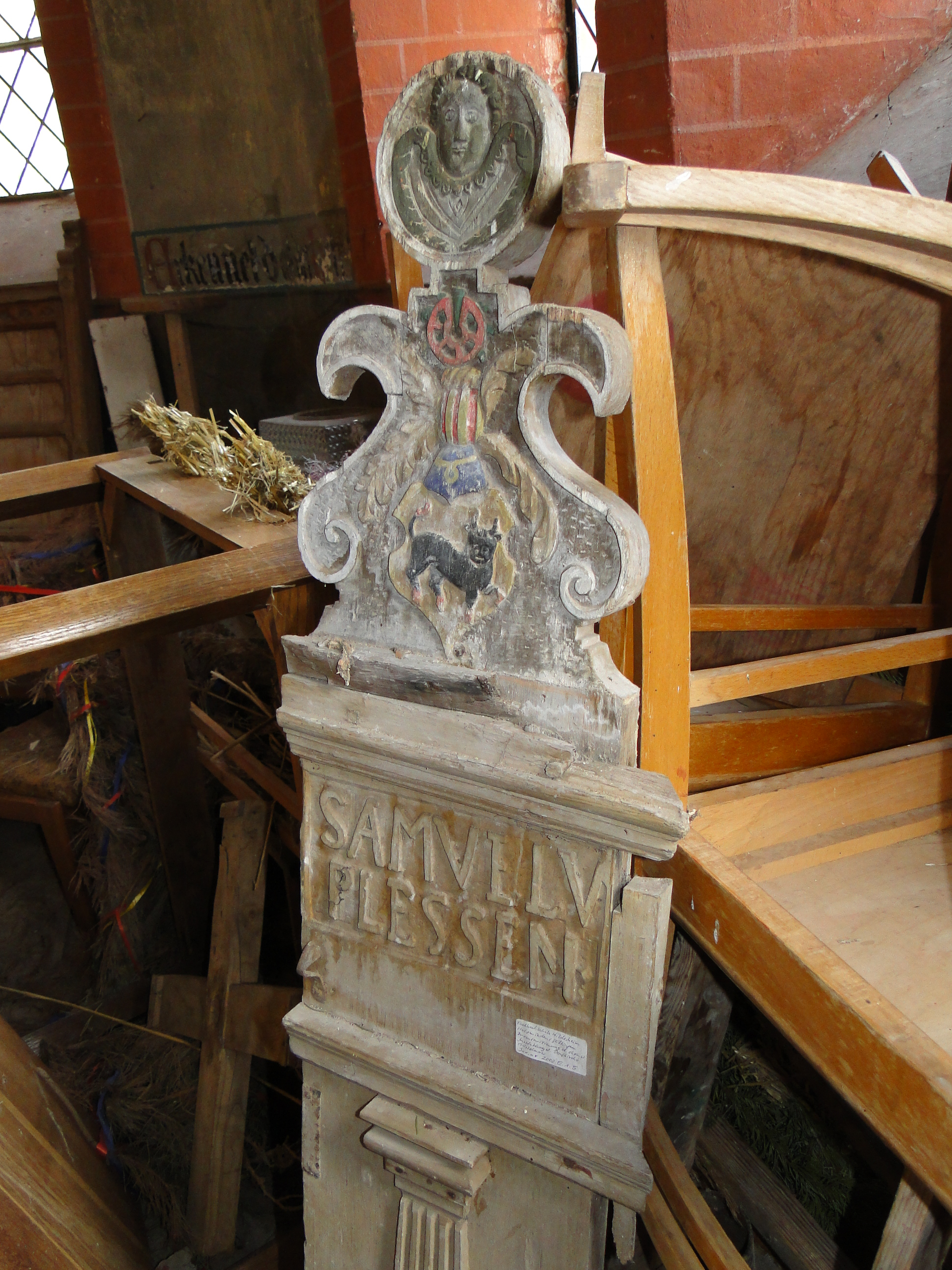
Stuhlwange der Kirche, heute in der Holzendorfer Kirche (2013)

1886 ließ der Gutsbesitzer Adolph Alexander die Kirche renovieren. Dabei wurde auch das gesamte Schnitzwerk, wie der Altar, die Kanzel und das Gestühl, bemalt. Vor dem Altar lag eine Grabplatte, vermutlich von Berend von Plessen († 1594). Das 1601 bis 1603 gefertigte Kirchengestühl enthielt neben den farbigen Wappen auch die Namen der Familien von Barner, von Pentz, von Plessen, von Bülow, von Peckatel, von Halberstadt, von Möllendorff, von Sperling und von dem Knesebeck. Einige der geschnitzten Stuhlwangen befinden sich als Fragmente in der Kirche in Holzendorf. Darunter Armgard von Halberstadt und Achim von Barner sowie Samuel von Plessen von 1603.

#### Altar und Kanzel
Im spätgotischen Schnitzaltar sind im Schrein die Marienkrönung, seitlich Anna selbdritt, zwei Heilige und der Gnadenstuhl zu sehen. In den Flügeln befinden sich in zwei Reihen die 12 Heiligen. Darüber ein altes hölzernes Kruzifix, in der Predella ein Ölbild mit der Taufe Christi sowie über und unter dem Triptychon biblische Sprüche. An den Altarschranken von 1598 befanden sich die Plessenschen Wappen. Teile des 1951 ausgelagerten Altars gelangten in die Dorfkirche Roggendorf.
Die geschnitzte Kanzel, die am oberen Untersatz drei bärtige Männerköpfe hatte, befand sich an der Nordseite im Kircheninnenraum. In den vier Füllungen des Predigerstuhls waren die vier Evangelisten eingeschnitzt. Die Kanzel ist seit den Plünderungen in den 1950er-Jahren verschwunden.

#### Orgel
Die Orgel (fünf Register, ein Manual und Pedal) wurde 1886 durch den Schweriner Orgelbauer Friedrich Friese III. gebaut. 1951 abgebaut, wurde sie in der Neuen Kirche in Wismar aufgestellt und 1965 in die Dorfkirche nach Hornstorf umgesetzt.

#### Glocken

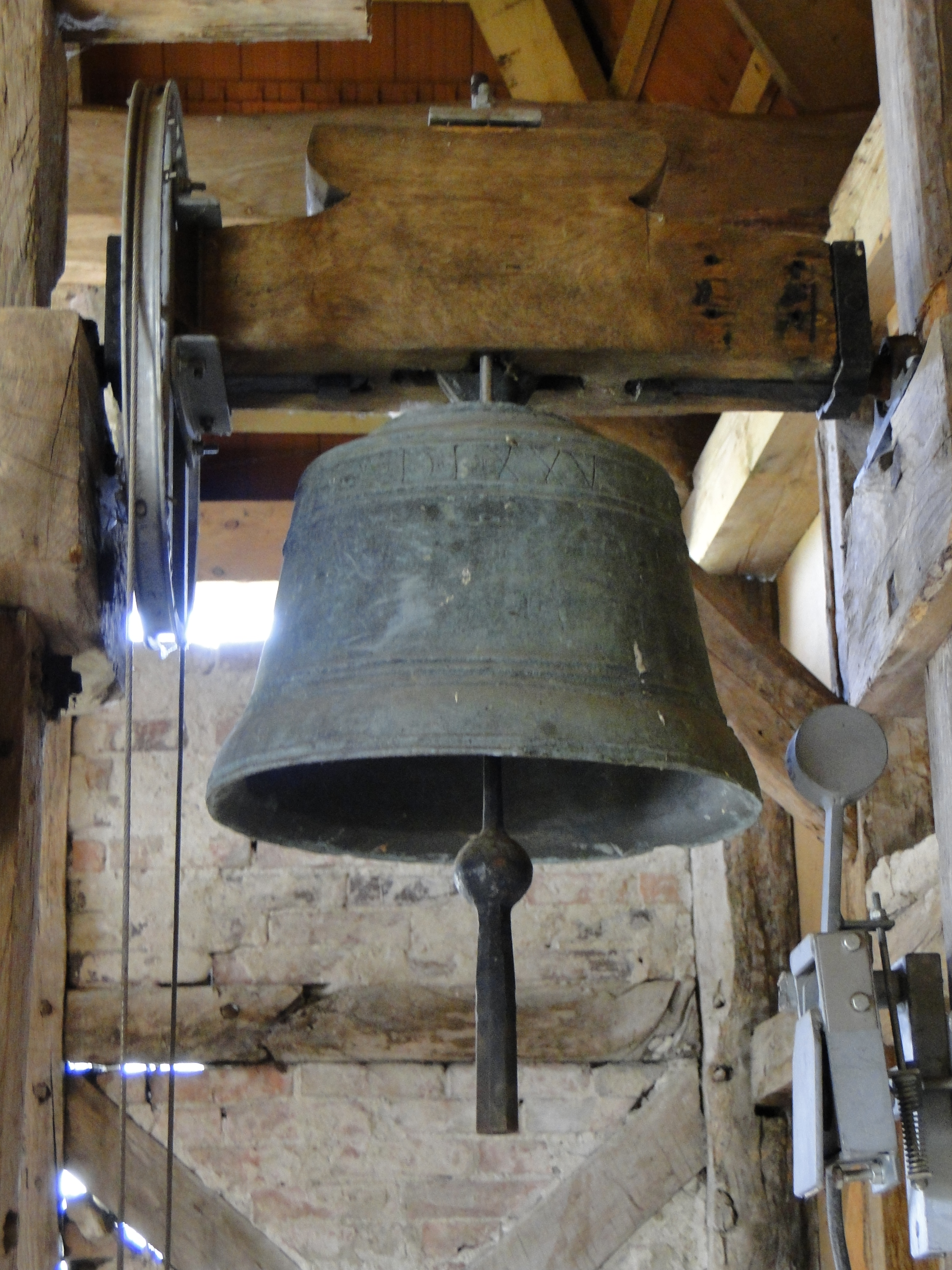
Glocke von 1575 im Turm (2013)

Im Glockenstuhl hingen drei Bronzeglocken. Die größte, 1574 gegossene Glocke hatte die Inschrift: H. V. Plessen hat diese Glocke maken laten. Die beiden anderen hatten keine Inschriften bis auf die Jahreszahl. 1900 ließ Hauptmann Ludwig Alexander eine Glocke umgießen. Die Inschrift lautet: Kommet, denn es ist alles bereit.
Nach Abschluss der Sanierungsarbeiten am Kirchturm kam 2002 die kleinste, 1575 (Inschrift: 15LXXV) gegossene Müsselmower Glocke wieder in den Turm. Sie weist eine verkürzte Rippe auf. Derartige Glocken wurden nicht als Läuteglocken, sondern als Schlagglocken konzipiert. Eine Verwendung als Läuteglocke – wie hier – ist nur in sehr seltenen Fällen möglich.

#### Unterirdische Gänge
Die Gruft in der Kirche hatte einen schadhaften Deckstein, durch den man in ihr Inneres blicken konnte. Nach einer Sage hatte es den Anschein, dass kein Grund vorhanden war. Deshalb glaube man an einen unterirdischen Gang, der von der Kirche zum ehemaligen Schloss und von dort bis zur Holzendorfer Kirche verliefe. Die Erbauung der beiden Kirchen wird den von Plessen zugeschrieben. Somit wird der in der Sage geschilderte Glaube an den unterirdischen Gang zwischen den beiden Kirchen verständlich.

## Sanierung

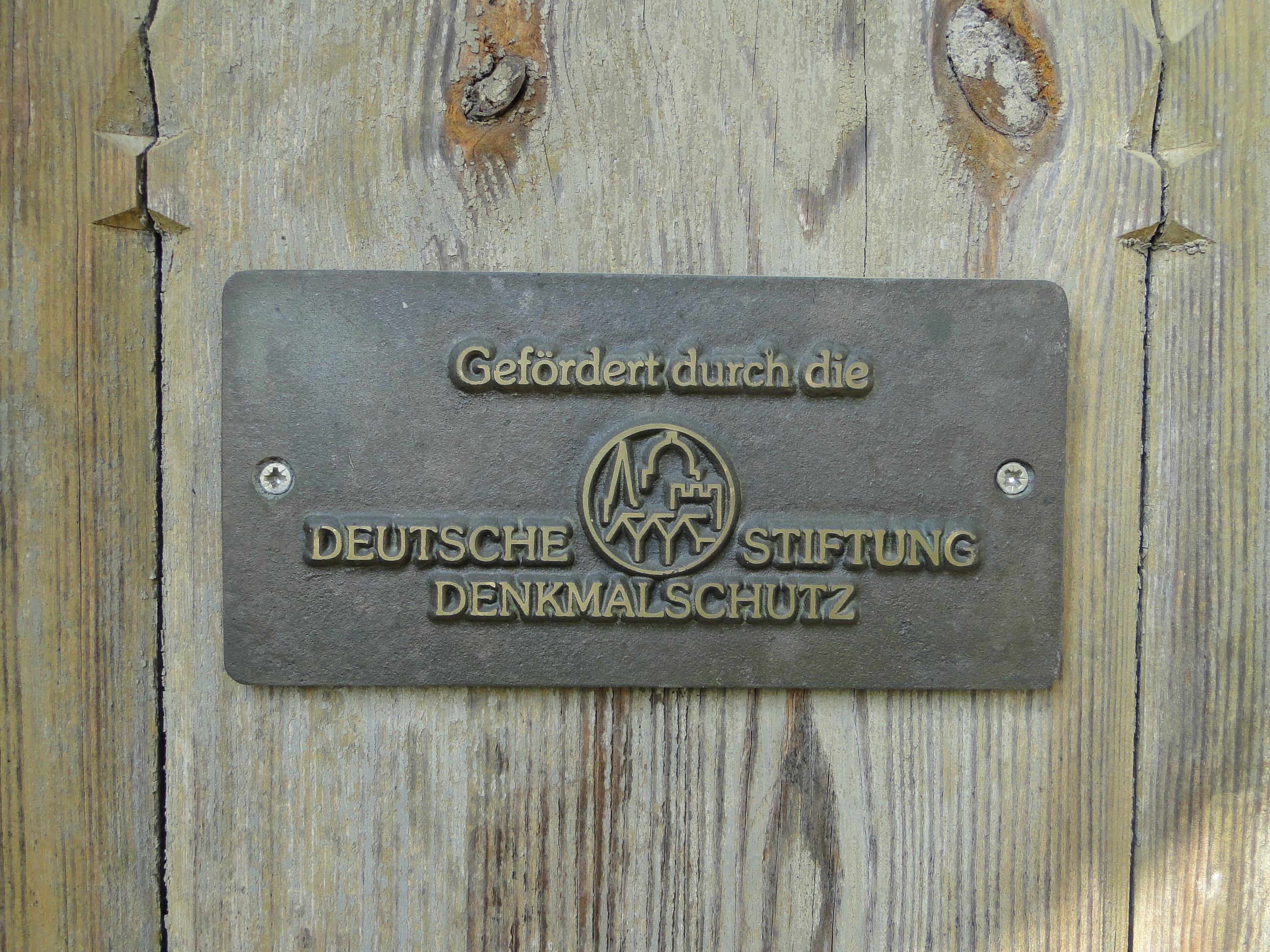
Plakette zur Förderung der Kirchensanierung durch die Deutsche Stiftung Denkmalschutz (2013)

Die „Patenschaft Müsselmower Kirche e. V.“ wurde unter Vorsitz von Volker Wolter, einem Hamburger Gymnasiallehrer, gegründet. Im Sommer 1997 begann er mit seinen Schülern Arbeitseinsätze auf dem Friedhof. Wildwuchs wurde beseitigt, die noch vorhandenen Grabsteine wieder aufgestellt. Die Schüler wohnten in Hütten, welche Schüler einer Hamburger Gewerbeschule für das Projekt gebaut hatten.
Nachdem der Friedhof wieder als solcher erkennbar war, begannen sie mit den Arbeiten an der Kirche. Seit 1996 hat sich die Patenschaft Müsselmower Kirche dem historischen Gebäude angenommen und einen Verein gegründet. Seither arbeiten Schüler, Lehrer und Studenten aus verschiedenen Regionen mit Hilfe von Spenden und fachlicher Unterstützung an der Sanierung der Kirche.
Zuerst wurde das Gebäude von wucherndem Pflanzenbewuchs und der Innenraum von Schutt befreit. Die 1997 aufgebrochene und geplünderte Gruft wurde verschlossen und mit den ersten Sicherungsarbeiten begonnen. 1999 erhielt die Kirche einen neuen Dachstuhl mit Ziegeleindeckung, und auch die Holzbalkendecke konnte erneuert werden. Das Feldsteinfundament hatte man saniert und eine Naturdrainage angelegt, um die Außenwände trocken zu halten. Ab 2004 wurden die ersten neuen farbigen in Blei gefassten Kirchenfenster eingesetzt. Nach dem Einbau einer Fußbodenheizung 2009 und deren Inbetriebnahme 2010 konnte 2011 der neue Ziegelfußboden verlegt werden.
Zum Abschluss der Bauarbeiten wurde am 18. August 2016 der Kirchturmspitze ein Kreuz, eine Kugel und ein Wetterhahn aufgesetzt. Die Andacht hielt der ehemalige Landesbischof Hermann Beste.
Das Projekt ist mehrfach mit Preisen gewürdigt worden, darunter der „Deutsche Preis für Denkmalschutz 1998“ des Deutschen Nationalkomitees für Denkmalschutz und Denk mal! Preis für Kinder und Jugendliche des Landes Mecklenburg-Vorpommern im Jahr 2010.
Unter der Initiative von Volker Wolter engagierten sich seit Mitte der 1990er-Jahre mindestens 1500 Schüler. Am 22. Juli 2016 wurde er mit dem Bundesverdienstkreuz am Bande für sein Lebenswerk, den Wiederaufbau der Kirche in Müsselmow und weitere Aktivitäten ausgezeichnet.

### Gedruckte Quellen
- Mecklenburgisches Urkundenbuch (MUB)
- Mecklenburgische Jahrbücher (MJB)

### Ungedruckte Quellen
Landeskirchliches Archiv Schwerin (LKAS)
- LKAS, OKR Schwerin, Specialia, Abt. 2. Nr. 295 Müsselmow
- LKAS, OKR Schwerin, Pfarrarchiv Holzendorf, 071, Bauten und Inventar.
- LKAS, OKR Schwerin,  Hebungen der Pfarre zu Holzendorf und Müsselmow von den Gütern Schimm, Herzberg und Zaschendorf 1777. 1783.

Landeshauptarchiv Schwerin (LHAS)
- LHAS 3.2-3/1 Landeskloster Dobbertin
- LHAS 5.12-3/1 Mecklenburg-Schwerinsches Ministerium für Inneres
- LHAS 5.12-4/3 Ministerium für Landwirtschaft, Domänen und Forsten, Abt. Siedlungswesen, Ritterschaftliches Gut Müsselmow
- LHAS 5.12-7/1 Mecklenburgisch-Schwerinsches Ministerium für Unterricht, Kunst, geistliche und Medizinalangelegenheiten, 4.2.13 Pfarre, Bauten, Friedhöfe
- LHAS 9.1-1 Reichskammergericht, Prozeßakten 1495–1806